# صندوق العروس
صندوق العروس أو الفاتية مُصطلح مُتعارف عليه قديمًا في الثقافة العربية والخليجية تحديدًا وهو صندوق زفاف تضع فيه العروس كافة احتياجاتها من ثياب وعباءات وأغطية للمفروشات ومجوهرات ومقتنياتها من تحف شخصية وكل ما هو ثمين لديها. يُصنع من الخشب ويزين بالنقوش الإسلامية الهندسية الملونة ومسامير معدنية أو فضية وربما يكون الصندوق مغلف بالصدف أو بالعاج. تعد محافظة وادي الدواسر من أشهر المحافظات السعودية التي مازالت النساء فيها تحيي استخدام هذا الصندوق ضمن الأعراس.
واُعتبر هذا الصندوق بالنسبة للعروس خزينة للذكريات السعيدة والمقتنيات الثمينة والسريّة. وقد تضع العروس فيه روائح المسك ودهن العود والزعفران والعنبر والصندل والفل والنرجس وماء الورد. وفي الخليج، أقبلت الكثير من السيدات الخليجيات على اقتناء بناتهن هذه الصندوق، والذي يطلقن عليه اسم "المبيت" أو "مندوس" أو "صندوق المهر" أو "صندوق المهر. 
وعلى مدار الزمن، أثرت التغييرات الاجتماعية والاقتصادية على هذا التقليد. وأصبح جهاز العروس ذا خصوصية وتفضّل بعض الفتيات المقبلات على الزواج الآن بالذهاب إلى الأسواق بمفردهن لشراء حاجياتهن وأغراض جهازهن، بعد أن كانت العادة أن ترافق العروس والدتها أو شقيقتها أو والدة العريس وشقيقته، والاستماع إلى آرائهن. 
ومع ذلك، كثيرات لا يزالون يحتفظون بهذا الإرث في ذكرياتهن. ففي 2019، ساهمن فنانات عرب في إحياء ما سمّي بـ"صندوق العروس التراثي" بلمسات عصرية. 

## أصول
تنقل بعض الروايات والأخرى أنّ أصل صندوق العروس يعود إلى الهند أو إسبانيا خلال فترة الحكم العربي أو الحكم البرتغالي لسلطنة عُمان، ليأتي وينتشر في المنطقة العربيّة. ويُصنع الصندوق لعروس محدّدة أي وفق الطلب، وبمواصفات تختلف حسب الحالة المادية للعريس. ويُصنع من خشب السيسم أو الصاج، وخشب السنديان في بعض المناطق. 

## انظر ايضًا
- زفاف